# 李慨俠
李慨俠（1949年—），綽號滅民敵，香港西北航運前行政總裁，自稱全民在野黨創黨主席，現職遊艇教練。

## 簡歷
李慨俠籍貫廣東番禺市橋，中學分別就讀南華中學及大同中學。曾擔任香港水警（1974年－1988年，最高職級為警長），也曾代表自民聯參選1991年香港立法局選舉九龍東直選議席，但成為最低票數的候選人。
後來李慨俠轉職為香港的士司機，其後任職機場保安主任（及香港機場航空保安職工會主席），但被革職。2001年，他被懷疑涉及多宗銀行劫案，因而被捕，但最後確定為誤會。
2003年，西北航運投得來往香港屯門及澳門航線的專營權，李慨俠擔任當時的行政總裁。2006年11月，西北航運首條航線啟航，來往屯門及珠海，但因無法開辦澳門航線，決定辭職。
2007年10月31日，李慨俠正式參選2007年香港立法會港島選區補選，成為參選人之一，但後來於2007年11月2日被選舉事務處以有效提名不足，而裁定提名無效。
2016年香港立法會選舉，李慨俠參選新界東選區，但再次因提名不足而被裁定提名無效。